# 親屬稱謂
親屬稱謂是各個民族语言中用来稱呼親屬的名稱，而且不同的民族對親屬的稱呼不盡相同，復雜程度也不一樣，例如有些语言會区分血親和姻親，而另一些语言则不區分血親和姻親，即對血親和姻親用同一個稱呼。